# Petr Štochl
Ne doit pas être confondu avec le gardien de but slovaque Richard Štochl (en).
Petr Štochl, né le 24 avril 1976 à Plzeň, est un handballeur international tchèque évoluant au poste de gardien de but.

## Palmarès
Compétitions internationales
- Vainqueur de la Coupe EHF (1) : 2015, 2018 (avec Füchse Berlin)
  - Finaliste en 2017
- Vainqueur de la Coupe du monde des clubs (2) : 2015, 2016
  - Finaliste en 2017

Compétitions nationales
- Vainqueur de la Coupe d'Allemagne (1) : 2014
- Vainqueur du Championnat de République tchèque: 1999(avec HC Kovopetrol Plzen)
- Troisième du Championnat d'Allemagne (3) : 2011, 2012, 2018

## Galerie

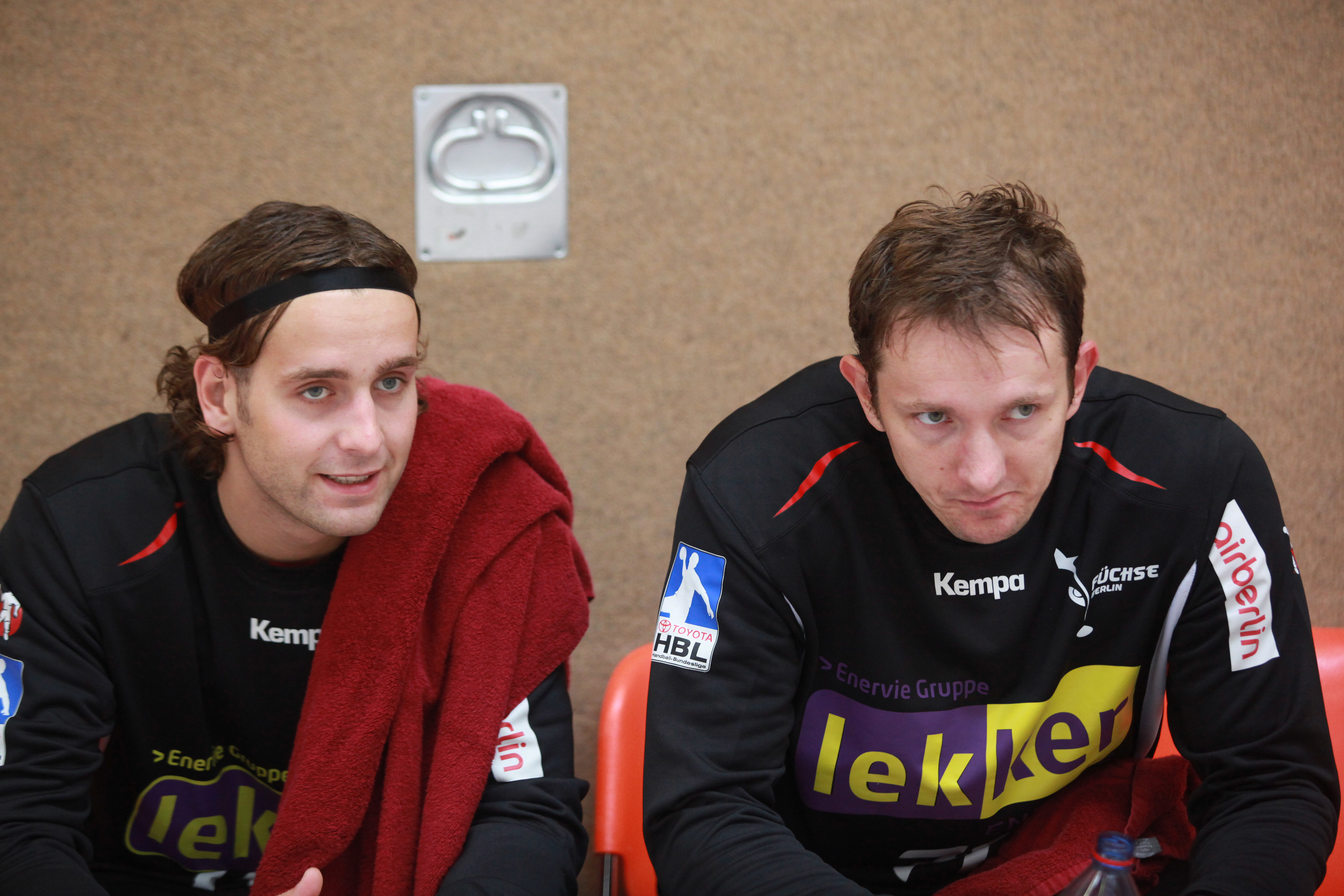
Petr Štochl aux côtés de Silvio Heinevetter en 2010
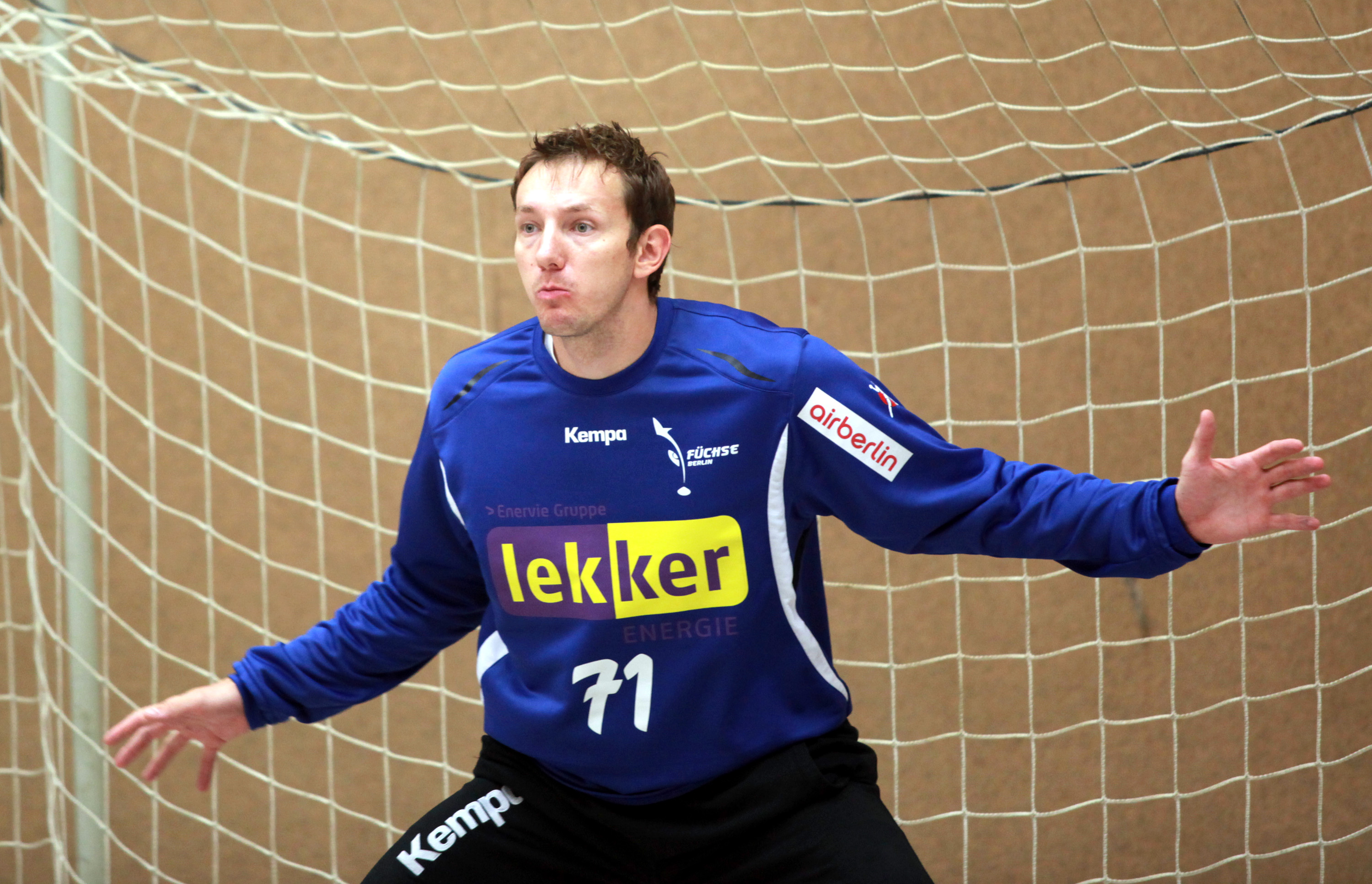
Petr Štochl en 2010
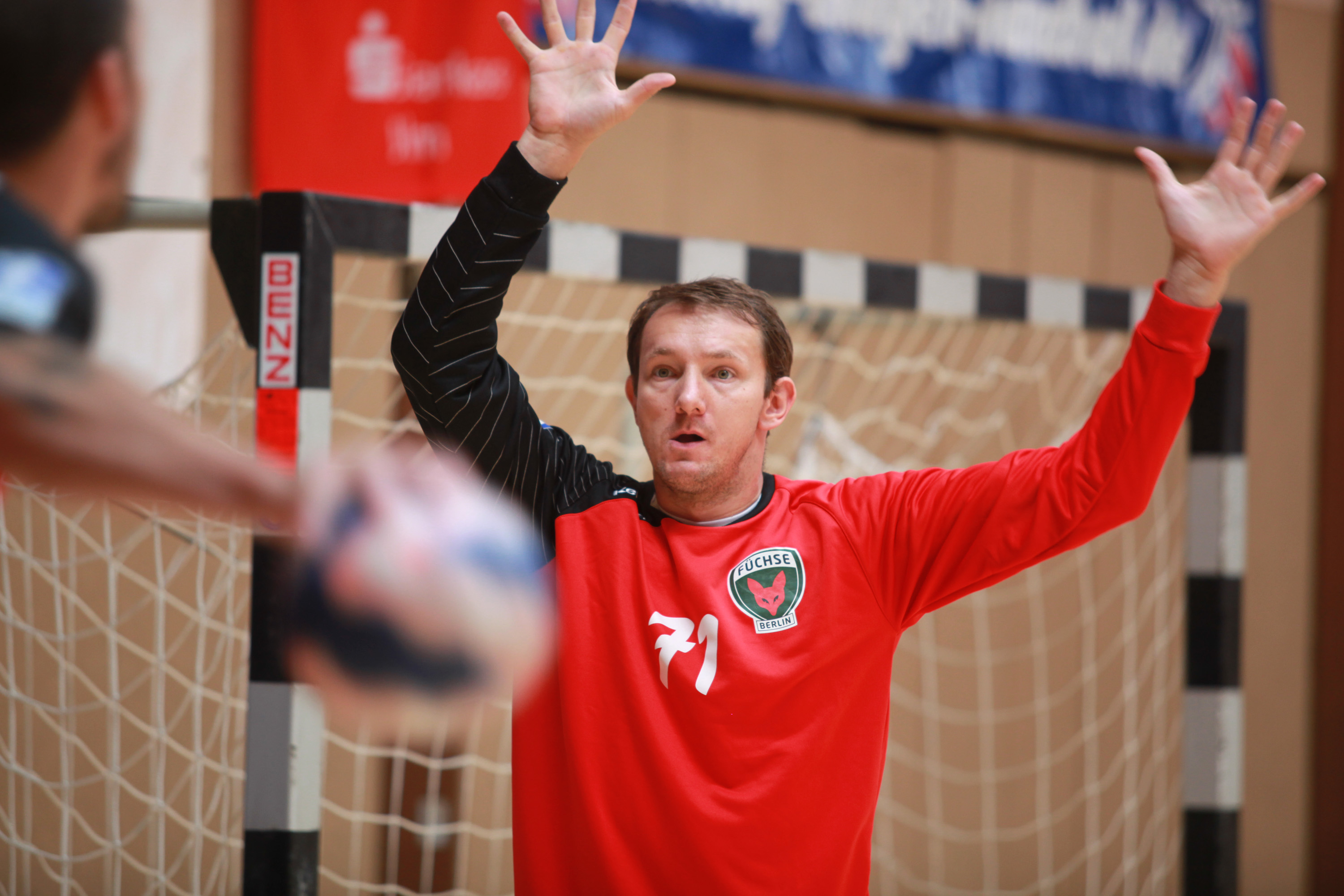
Petr Štochl en 2013
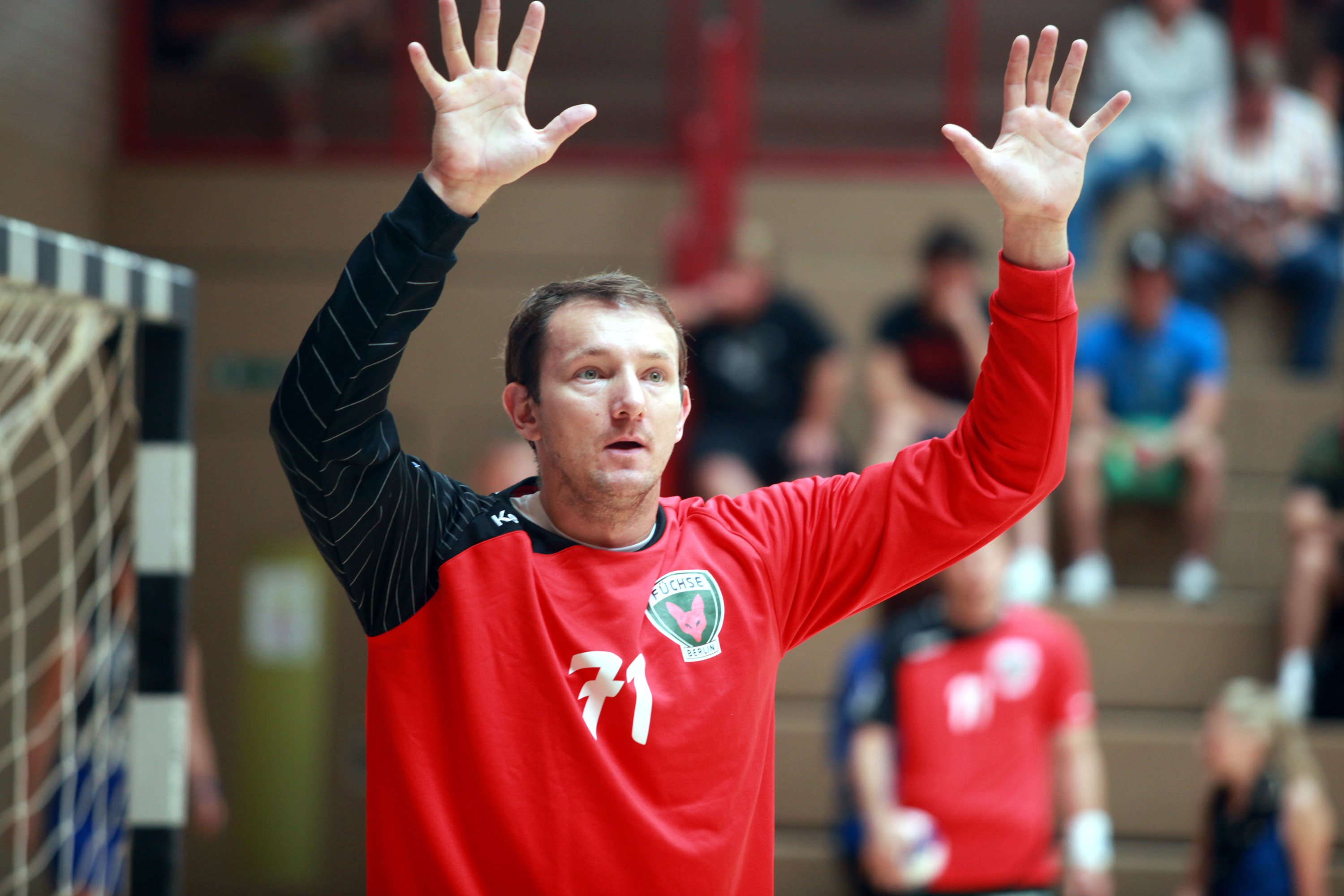
Petr Štochl en 2013